# Notaulax occidentalis
Espèce
Synonymes
- Hypsicomus purpureus Treadwell, 1924[1]
- Parasabella sulfurea Treadwell, 1917[1]
- Sabella alba Treadwell, 1917[1]
- Sabella occidentalis Baird, 1865[1]

Notaulax occidentalis est une espèce de vers marins polychètes de la famille des Sabellidae.

## Habitat et répartition
Cette espèce est présente à une profondeur de 7 à 9 mètres dans l'océan Atlantique et l'océan Pacifique et notamment au large du Belize, de la Colombie, du Panama, en mer des Caraïbes et dans le golfe du Mexique.

## Publication originale
- (en) Baird, 1865, « On new tubicolous annelids, in the collection of the British Museum. Part 2 », Journal of the Linnean Society of London, vol. 8, pp. 157-160 (lire en ligne)[4]